# آدام کروزیه
آدام کروزیه (به انگلیسی: Adam Crozier) (زاده ۲۶ ژانویه ۱۹۶۴) کارآفرین، بازرگان و مدیر ارشد اجرایی اسکاتلندی است، که در حال حاضر به‌عنوان مدیر عامل اجرایی شرکت آی‌تی‌وی پی‌ال‌سی فعالیت می‌کند.